# ماكس كرامر
ماكس كرامر (بالألمانية: Max Kramer)‏ (و. 1903 – يونيو 1986 م) هو عالم ألماني، ولد في كولونيا.

## التعليم
تعلم في جامعة ميونخ التقنية.